# 2002 AT4
2002 AT4 es un asteroide que forma parte de los asteroides Amor, descubierto el 8 de enero de 2002 por el equipo del Lincoln Near-Earth Asteroid Research desde el Laboratorio Lincoln, Socorro, Nuevo México.

## Designación y nombre
Designado provisionalmente como 2002 AT4.

## Características orbitales
2002 AT4 está situado a una distancia media del Sol de 1,866 ua, pudiendo alejarse hasta 2,700 ua y acercarse hasta 1,033 ua. Su excentricidad es 0,446 y la inclinación orbital 1,500 grados. Emplea 931,739 días en completar una órbita alrededor del Sol.

## Características físicas
La magnitud absoluta de 2002 AT4 es 21,2. Está asignado al tipo espectral D según la clasificación SMASSII.